# El Mag

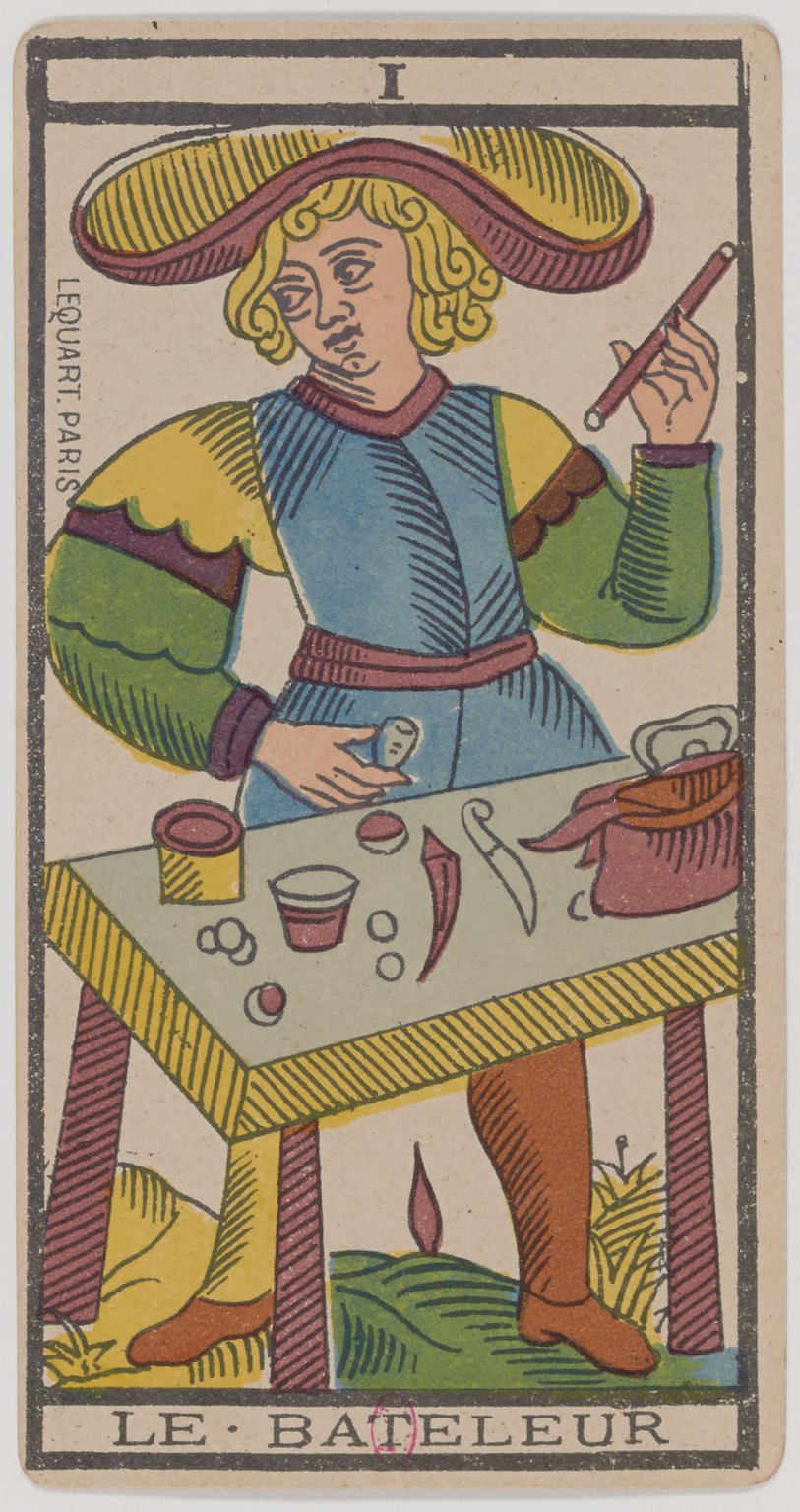
El Mag, el primer Arcà Major numerat del Tarot de Marsella

El Mag (I), també conegut com El Prestidigitador, és el primer trumfo numerat o Arcà Major en les baralles de tarot i s'utilitza tant per als jocs populars de tarot com en la cartomància. En el Tarot de Marsella apareix amb el nom de Le Bateleur, mentre que al Tarot Rider-Waite (i, per tant, dins la tradició anglosaxona), se'l coneix com The Magician.
Dins del context del joc de cartes, el Mag és el trumfo més baix, també coneguda com a atouts o honors. En el context ocultista, és la primera carta numerada (ja que el Foll, no ho està) i se la pot considerar bé la segona dels Arcans Majors (és a dir, seguiria al Foll) o bé la primera (en aquest cas se situaria al foll com a la darrera carta). L'opinió més estesa és la de considerar-lo el segon arcà major.

## Iconografia
El nom francès Le Bateleur, es pot entendre com "el titellaire", "el bufó", "l'acròbata" o el "malabarista", de manera que el mostra com un practicant de la màgia escènica. La tradició italiana l’anomena Il Bagatto o Il Bagatello. La imatge de Tarot de Mantegna, que semblaria correspondre amb el Mag es titula Artixano, l'artesà, i és el segon més baix de la sèrie, superant només al Captaire. Visualment, les xilografies del segle xviii reflecteixen representacions icòniques anteriors i es poden comparar amb les representacions artístiques lliures del tarot pintades a mà del segle xv per a les famílies Visconti i Sforza. A les cartes pintades atribuïdes a Bonifacio Bembo, el Mag sembla que juga al joc de triler.
A les baralles esotèriques, els ocultistes, començant per Oswald Wirth, van modificar la imatge de prestidigitador per a convertir-lo en un mag pròpiament dit. Un exemple dels símbols que es van afegint són les corbes del barret del mag a la imatge del Tarot de Marsella, que són similars al signe matemàtic d'infinit. També cal destacar que es troba davant d'una tauleta a l’aire lliure, on mostra objectes que representen els colls dels Arcans Menors: copes, monedes i espases (com a ganivets). El quart, la batuta (bastos) el té a la mà.
La il·lustració del Mag del tarot Rider-Waite va ser desenvolupada per AE Waite per a l'Orde Hermètic de l'Alba Daurada el 1910. El Mag de Waite mostra el símbol d'infinit sobre el cap i un cinturó ouroboros, ambdós símbols d'eternitat. La figura es troba en un jardí de flors, per a suggerir la manifestació i el cultiu dels desitjos.

## Al joc del tarot
En la majoria dels jocs de tarot, el Bagatto és el trumfo més baix, però val molts punts, de manera que molts jugadors volen fer un truc quan es juga. En la majoria de jocs de fora d'Itàlia, guanyar l’últim truc amb ell atorga punts de bonificació.
Al tarocchini, el Bégato encara serveix com el trumfo més baix, però té una capacitat addicional: durant el recompte de puntuacions, ell i el foll poden funcionar com a comodins limitats coneguts com a comptadors (contatori). Es poden utilitzar per separat o junts per omplir els buits que falten en les combinacions, però no poden omplir dos buits consecutius en les combinacions seqüencials. No poden substituir el màxim trumfo ni els reis. Les dues cartes es poden utilitzar en totes les seqüències, però com que el foll no es pot capturar mentre el Mag és vulnerable, el jugador que posseeix el Mag voldria utilitzar-la només amb criteri.
En els tarocchi sicilians, el Bagatto és el segon trumfo més baix, superant un sense número anomenat Miseria i que no té cap importància.

## Simbolisme esotèric

### Tarot de Marsella
El Mag es representa amb una mà apuntant cap amunt cap al cel i l'altra cap a la terra, fet que s'interpreta àmpliament com una referència a la frase de la Taula Maragda "El que està més avall és com el que és a dalt, i el que és a dalt és com el que està sota. Actuen per complir els prodigis de l'U", en aquest cas aplicat als àmbits espiritual i físic. De fet, aquest, segons la pròpia Taula, aquest és un dels preceptes d'Hermes Trismegist, amb qui es relaciona aquest arcà o de qui es diu que el representa.
Alejandro Jodorowsky (centrant-se principalment en el model de Marsella) posa l’atenció sobre detalls individuals com els dits, la taula i la representació de les plantes, a més dels elements compartits entre les cobertes de Rider-Waite i Marsella. El Mag del patró de Marsella es representa amb sis dits a la mà esquerra en lloc de cinc, fet que Jodorowsky interpreta com un símbol de manipulació i reorganització de la realitat. De la mateixa manera, la taula que posa darrere té tres potes en lloc de quatre; la quarta pota s'interpreta com fora de la carta, una afirmació metaficcional que "és anar més enllà de l'etapa de possibilitats i passar a la realitat d'acció i elecció que El Mag dona expressió concreta a la seva situació".

### Tarot Rider-Waite

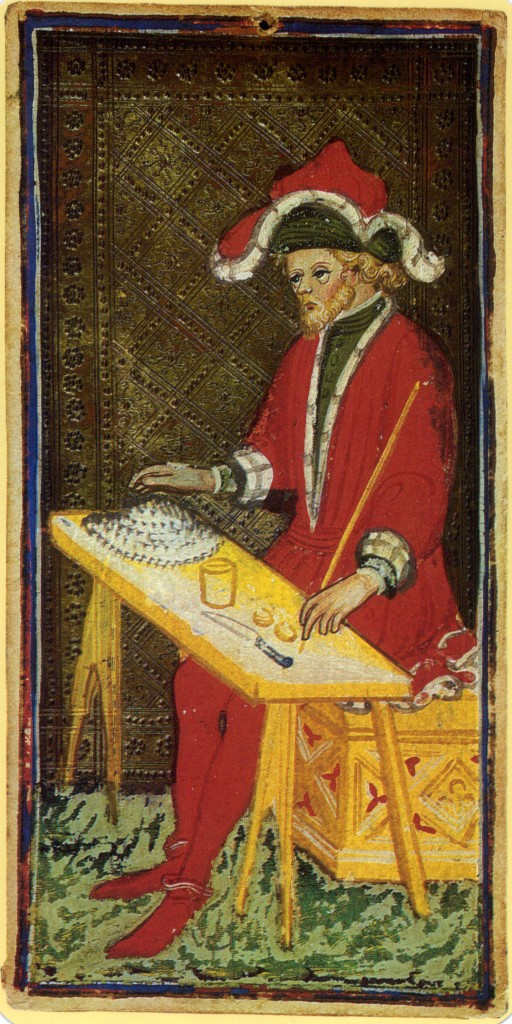
Tarot Visconti-Sforza, segle XV

Davant seu hi ha una tassa, una espasa, una vareta i una moneda, que representen els quatre colls dels Arcans Menors (a diferència del Tarot de Marsella, en que un d'ells, la vara, era a la seva mà). Aquests símbols signifiquen els elements clàssics de la terra, l'aire, el foc i l'aigua, "que es troben com a taulells davant l'adepte i ell els adapta com vol".
La mà dreta del Mag, apuntada cap amunt, sosté una vareta blanca de doble extrem, fet que representa l'estatus del mag com a conducte entre allò espiritual i allò físic. La seva túnica és blanca, un símbol de puresa, però també d’inexperiència, mentre que el seu mantell vermell s'entén tant representatiu de la voluntat i la passió, com de l'egoisme, la ràbia i la venjança. Davant del mag hi ha un jardí de roses de roses i lliris que demostren la "cultura de l'aspiració", o la capacitat del Mag per cultivar i complir el potencial que conté.
El Mag està associat amb el planeta Mercuri i, per tant, els signes de Bessons i Verge en astrologia.

## Interpretació
Igual que les altres cartes dels Arcans Majors, el Mag és objecte d'una anàlisi complexa i extensa quant a les seves interpretacions ocultes. A nivell ampli, el Mag s'interpreta com a símbol d'energia, potencial i manifestació dels propis desitjos. També simbolitza la unió dels mons físic i espiritual (El que està més avall és com el que és a dalt...) i el conducte que converteix l'energia espiritual en acció del món real.
Alguns experts en tarot relacionen el Mag amb el Foll, que el precedeix directament en la seqüència. Rachel Pollack, per exemple, es refereix a la carta com "a la imatge del mag trampós".
Un aspecte particularment important del simbolisme visual de la carta són les mans del mag, amb una mà dirigida cap al cel i l’altra cap a la terra. Pollack i altres escriptors entenen això com un reflex del concepte hermètic on el funcionament del macrocosmos (l'univers en el seu conjunt, entès com a ésser viu) i el microcosmos (l'ésser humà, entès com a univers) s'interpreten com a intrínsecament entrellaçats els uns amb els altres. Per a Pollack, el Mag és un parallamps metafísic que canalitza l'energia macrocosmica cap al microcosmos.
Segons La clau pictòrica del Tarot d’A. E. Waite, la carta de Mag es relaciona amb el motiu diví de l’home. En particular, Waite interpreta el Mag a través d’una lent gnòstica, relacionant la connexió de la carta amb el número vuit (amb el qual el símbol de l’infinit està visualment relacionat) i el concepte gnòstic de l’Ogdoad, renaixement espiritual en un octau regne celeste ocult. Aquest símbol d'infinit sobre el cap del mag també s'interpreta com un símbol de l'Esperit Sant, l'aspecte profètic i teofànic de la Trinitat.
Igual que altres cartes del Tarot, el simbolisme del Mag s'interpreta de manera diferent segons si la carta es dibuixa en posició vertical o invertida. Tot i que el Mag vertical representa el potencial i aprofita els talents propis, el potencial i els talents del Mag invertit no estan enfocats i no són manifestats. El Mag invertit també es pot interpretar com relacionat amb la màgia negra i amb la bogeria o l'angoixa mental. Una interpretació particularment important del Mag invertit es relaciona amb la connexió especulada entre les experiències reconegudes en les societats arcaiques com a xamanisme i les reconegudes en les societats tecnològiques com a esquizofrènia; el Mag invertit es percep com a símbol del grau en què aquestes experiències i habilitats són desconegudes i suprimides, i l'objectiu és convertir la carta en "vertical" o tornar a enfocar aquestes experiències en la seva forma positiva.

## A l’art
El surrealista (Le surréaliste), 1947, és una pintura de Victor Brauner. El Mag va proporcionar a Brauner un prototipus clau per al seu autoretrat: el barret gran del surrealista, el vestit medieval i la posició dels seus braços deriven d’aquesta figura que, com el subjecte de Brauner, es troba darrere d’una taula amb un ganivet, una copa i unes monedes.
| Precedit per: El Boig | Arcans majors del Tarot | Succeït per: La Papessa (II) |

El Mag (I)
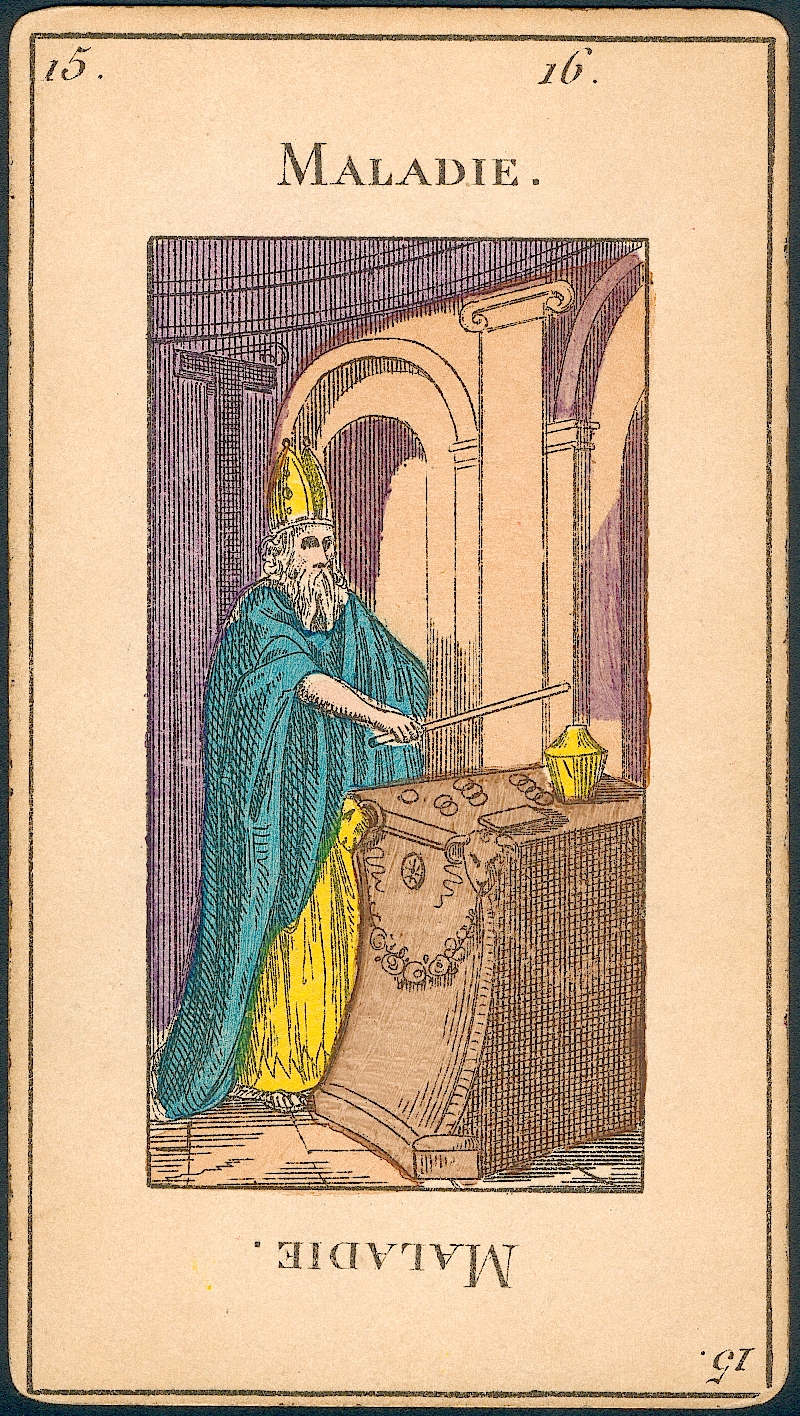
Tarot d'Etteilla, cap a 1890
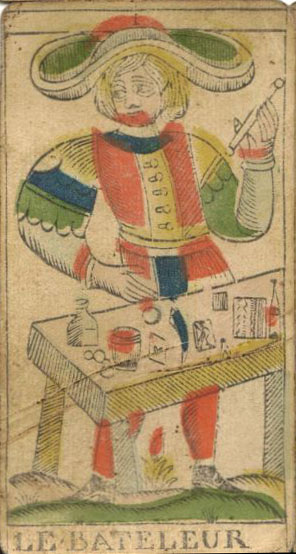
Tarot de Besançon, cap a 1820 –1830.
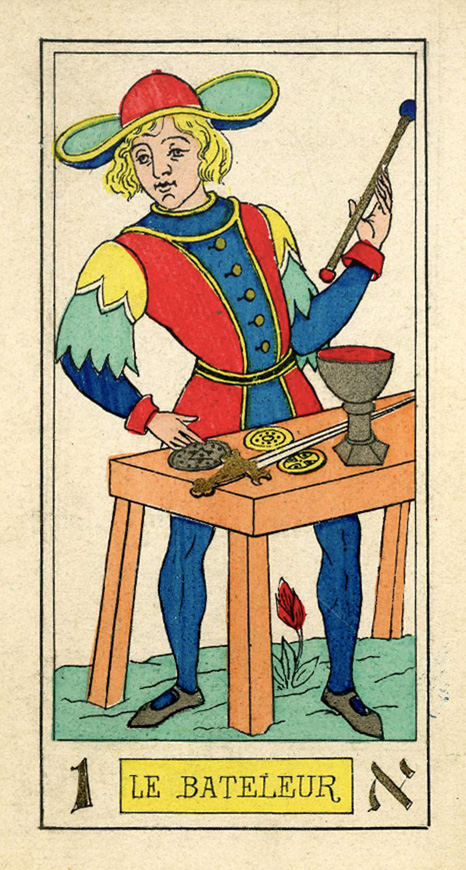
Tarot d'Oswald Wirth, 1889.
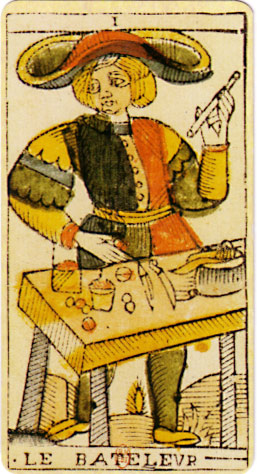
Tarot de Jean Dodal, entre 1701 i 1715.
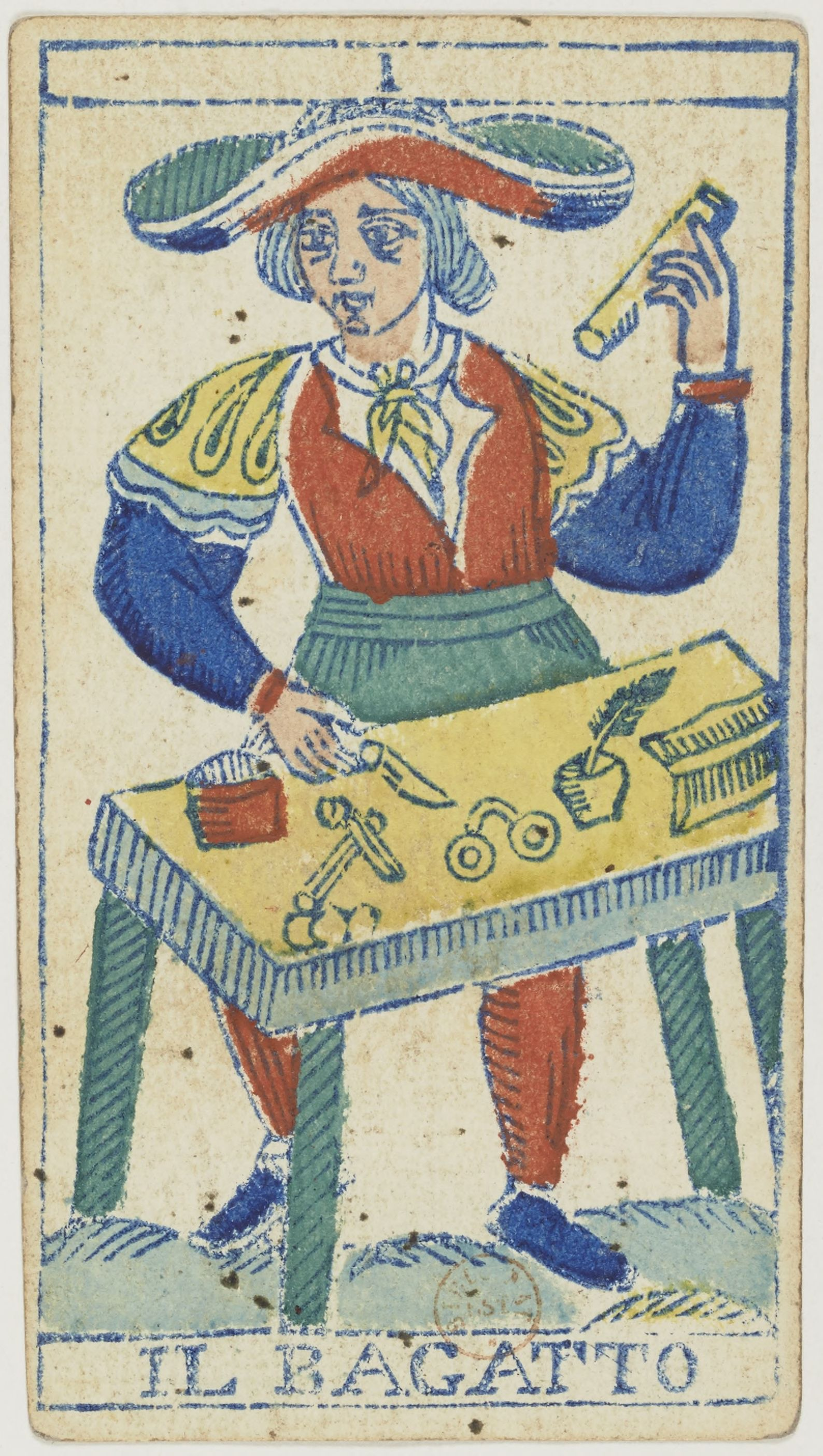
Tarot Piemontès, 1865.
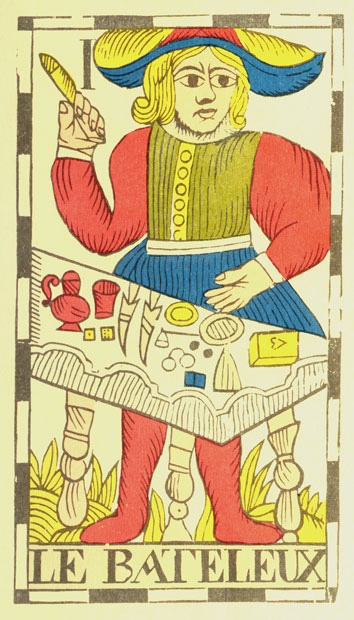
Tarot Flamand, 1780
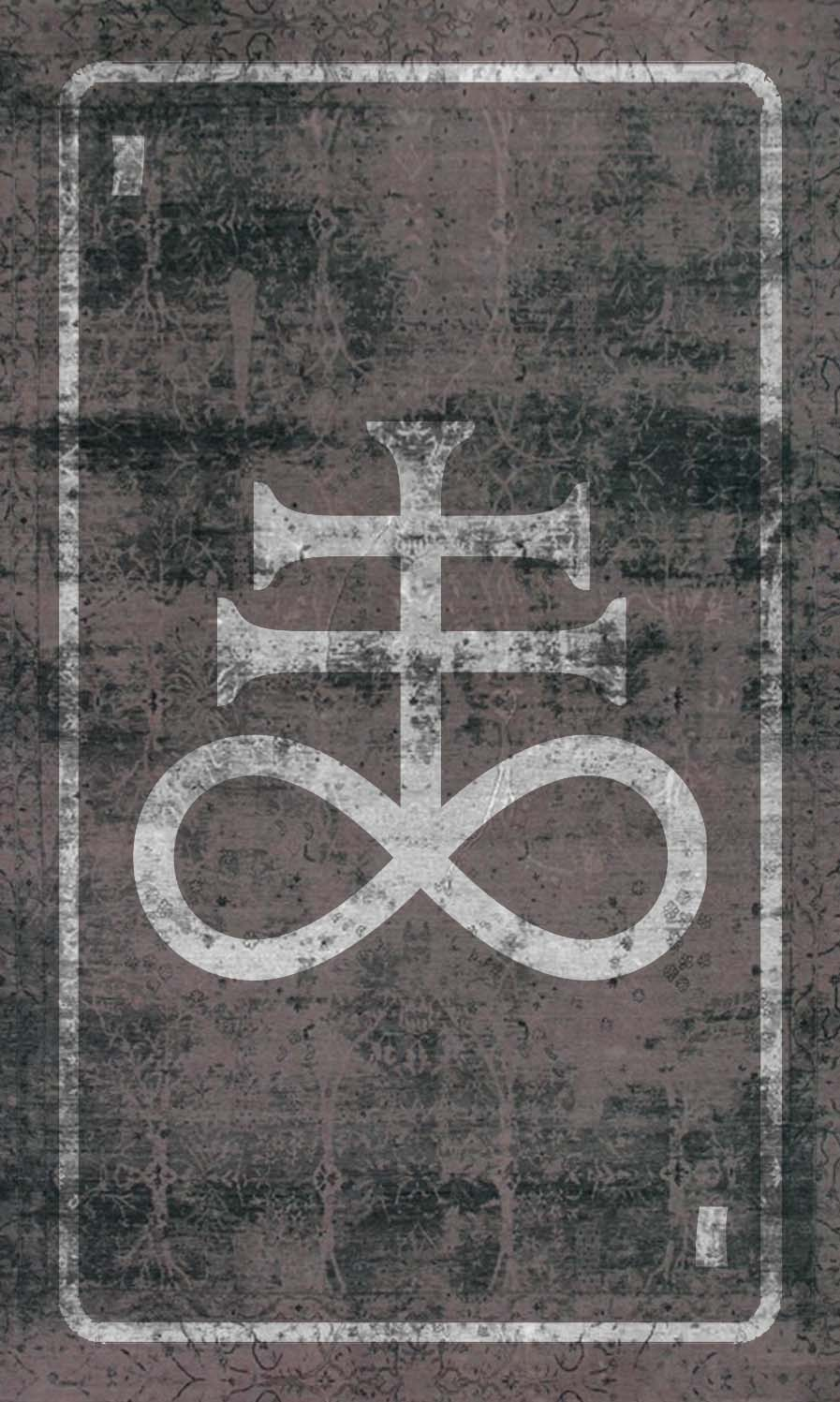
Tarot Satànic, 1996.
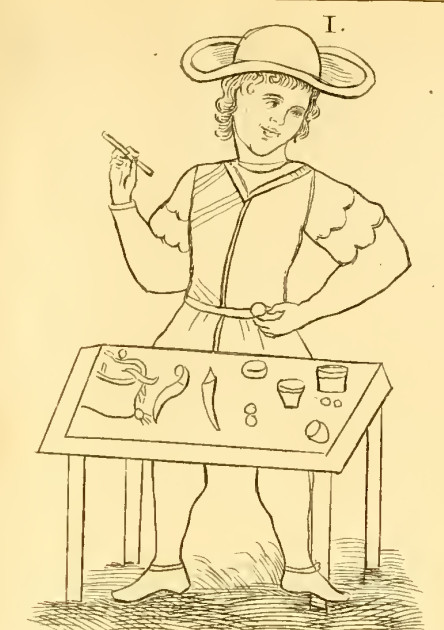
Disseny de l'arcà per al llibre de Court de Gébelin, Du Jeu des Tarots (1781).
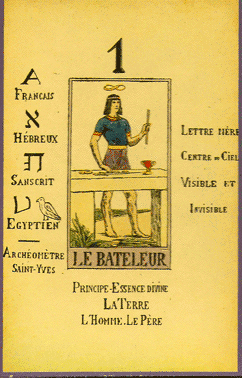
Disseny de l'arcà per al llibre de Papus Le Tarot Divinatoire. Le Livre des Mystères et les Mystères du Livre. Clef du tirage des cartes et des sorts. Avec la reconstitution complète des 78 lames du Tarot Égyptien et de la méthode d'interprétation. Les 22 arcanes majeurs et les 56 arcanes mineurs (1909).